# Бальбронн
Бальбро́нн (фр. Balbronn) — коммуна на северо-востоке Франции в регионе Гранд-Эст (бывший Эльзас — Шампань — Арденны — Лотарингия), департамент Нижний Рейн, округ Мольсем, кантон Саверн. До марта 2015 года коммуна административно входила в состав упразднённого кантона Васлон (округ Мольсем).
Площадь коммуны — 10,18 км², население — 657 человек (2006) с тенденцией к стабилизации: 635 человек (2013), плотность населения — 62,4 чел/км².

## Население
Население коммуны в 2011 году составляло 633 человека, в 2012 году — 634 человека, а в 2013-м — 635 человек.
| 1962 | 1968 | 1975 | 1982 | 1990 | 1999 | 2006 | 2008 | 2011 | 2012 | 2013 |
| ---- | ---- | ---- | ---- | ---- | ---- | ---- | ---- | ---- | ---- | ---- |
| 594  | 600  | 587  | 563  | 581  | 602  | 657  | 640  | 633  | 634  | 635  |

Динамика населения:

## Экономика
В 2010 году из 409 человек трудоспособного возраста (от 15 до 64 лет) 326 были экономически активными, 83 — неактивными (показатель активности 79,7 %, в 1999 году — 74,2 %). Из 326 активных трудоспособных жителей работали 312 человек (167 мужчин и 145 женщин), 14 числились безработными (четверо мужчин и 10 женщин). Среди 83 трудоспособных неактивных граждан 33 были учениками либо студентами, 35 — пенсионерами, а ещё 15 — были неактивны в силу других причин.

## Достопримечательности (фотогалерея)

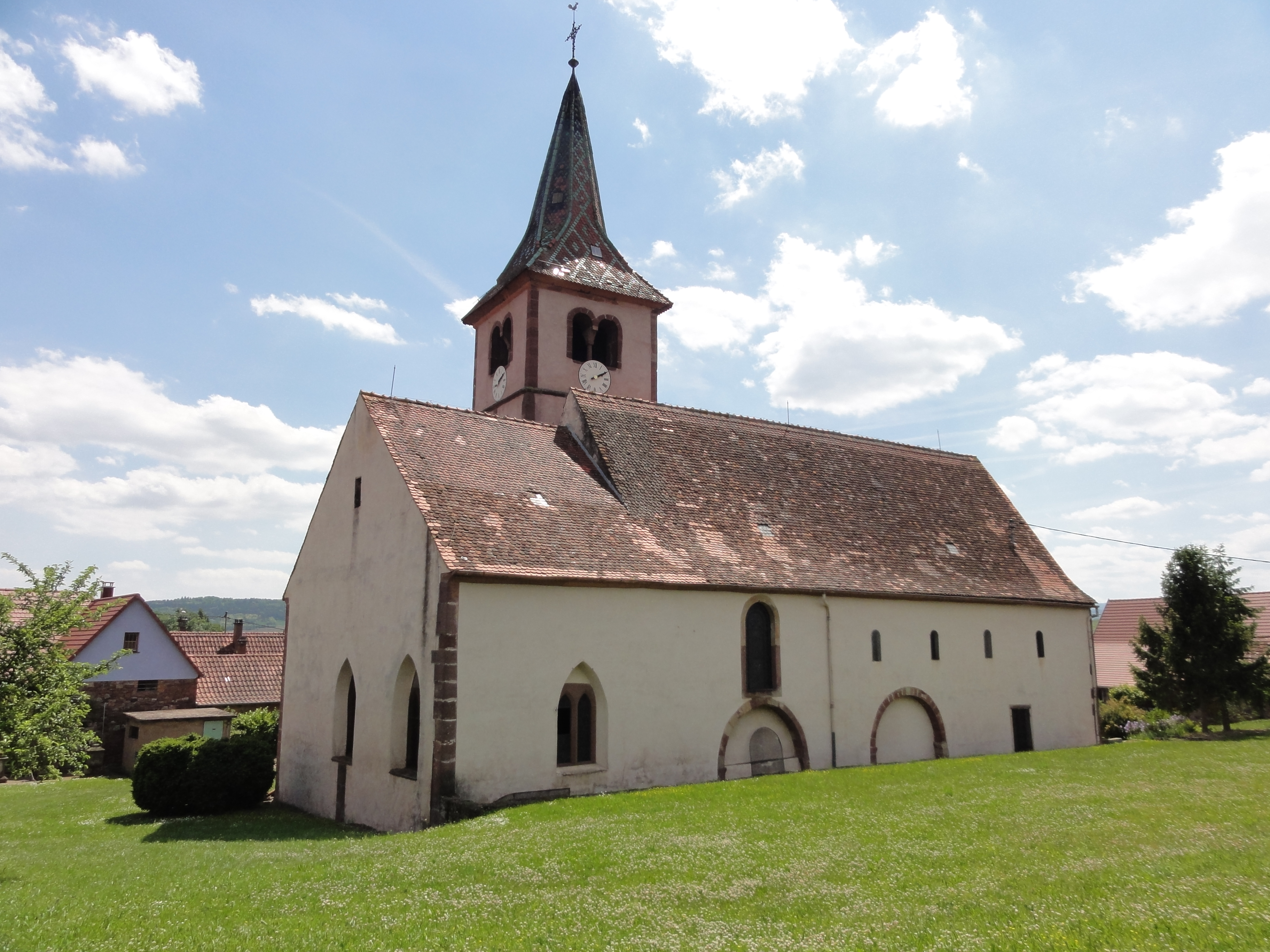
Протестантская церковь
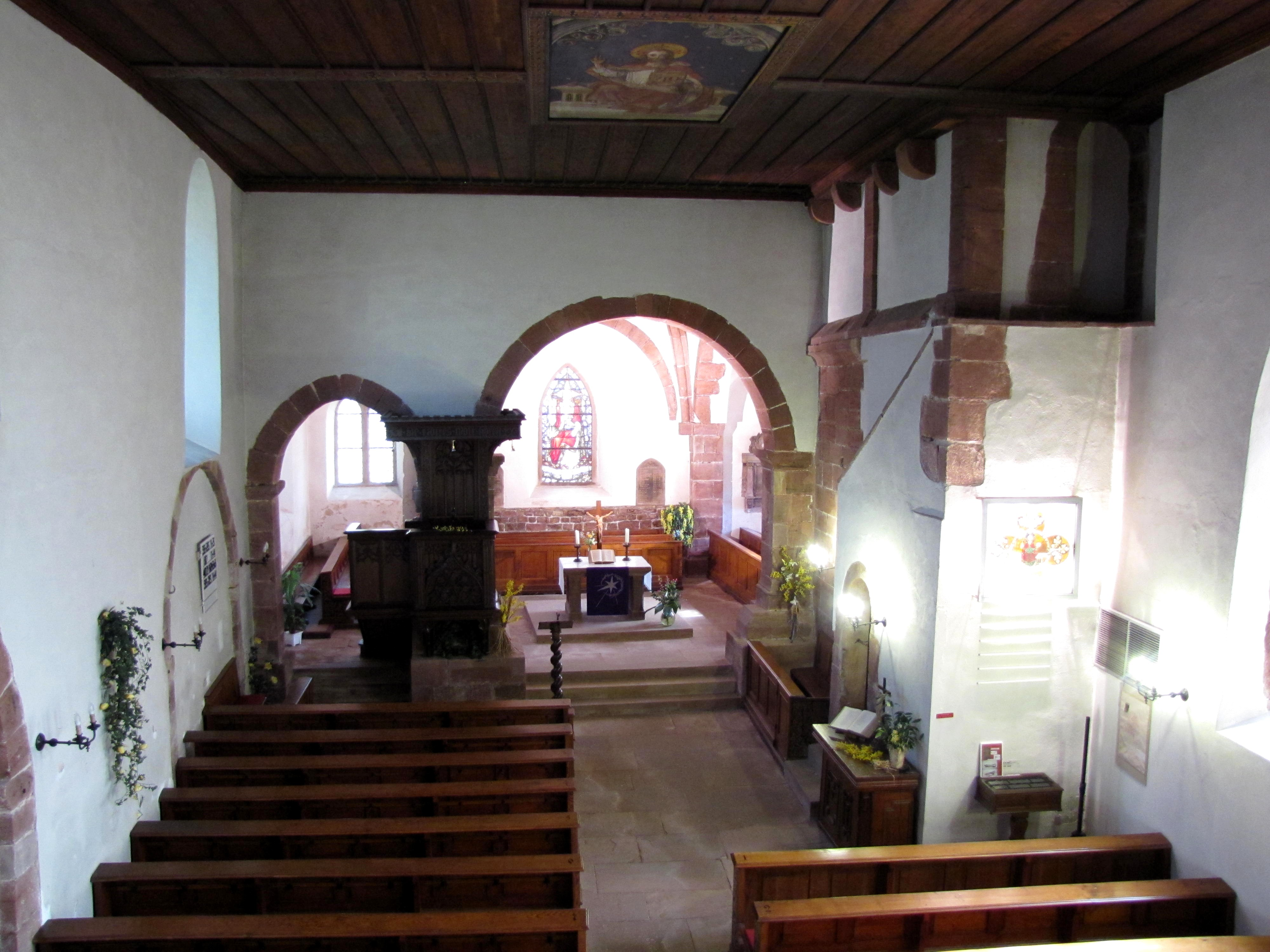
Интерьер
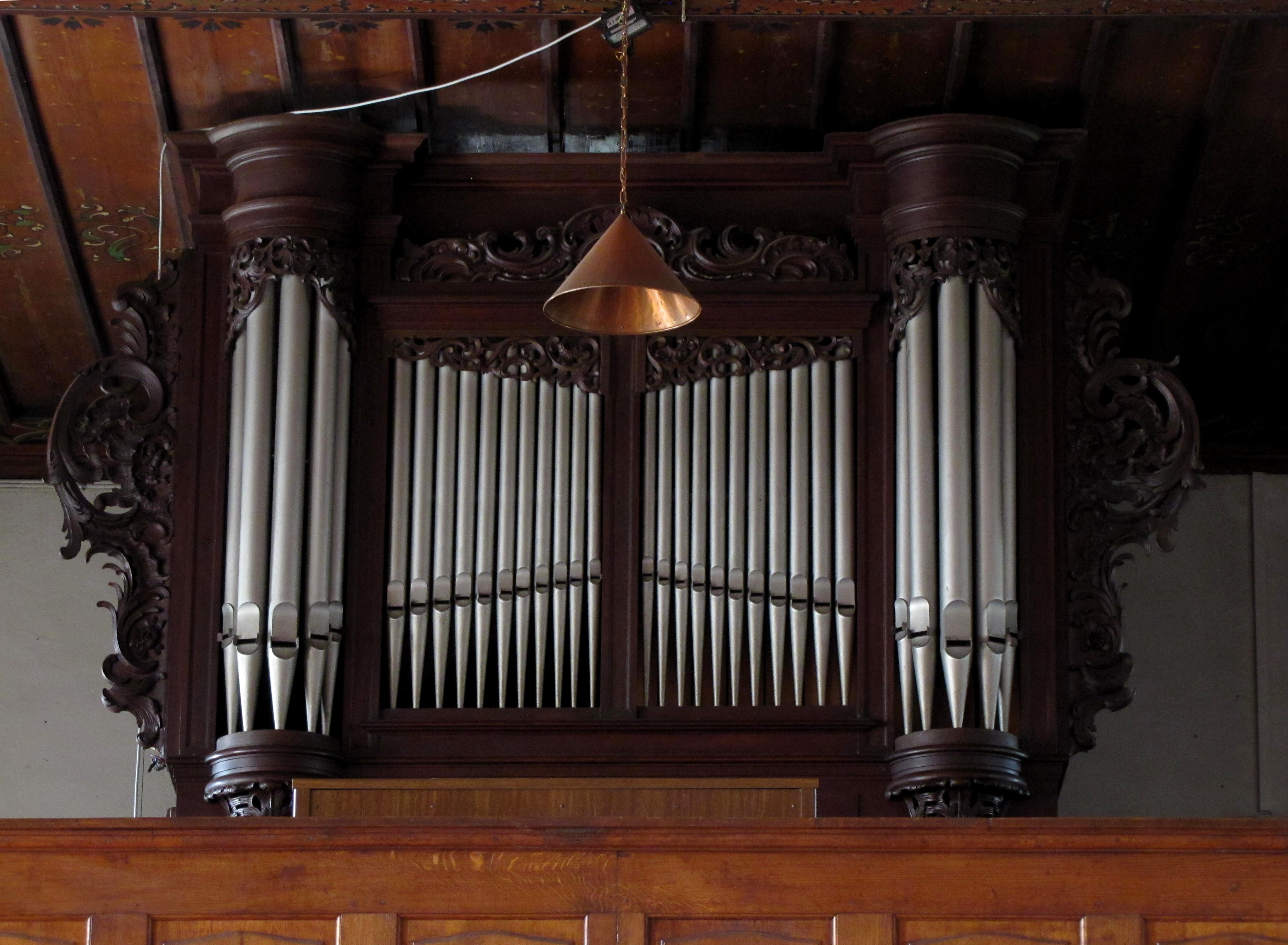
Орган
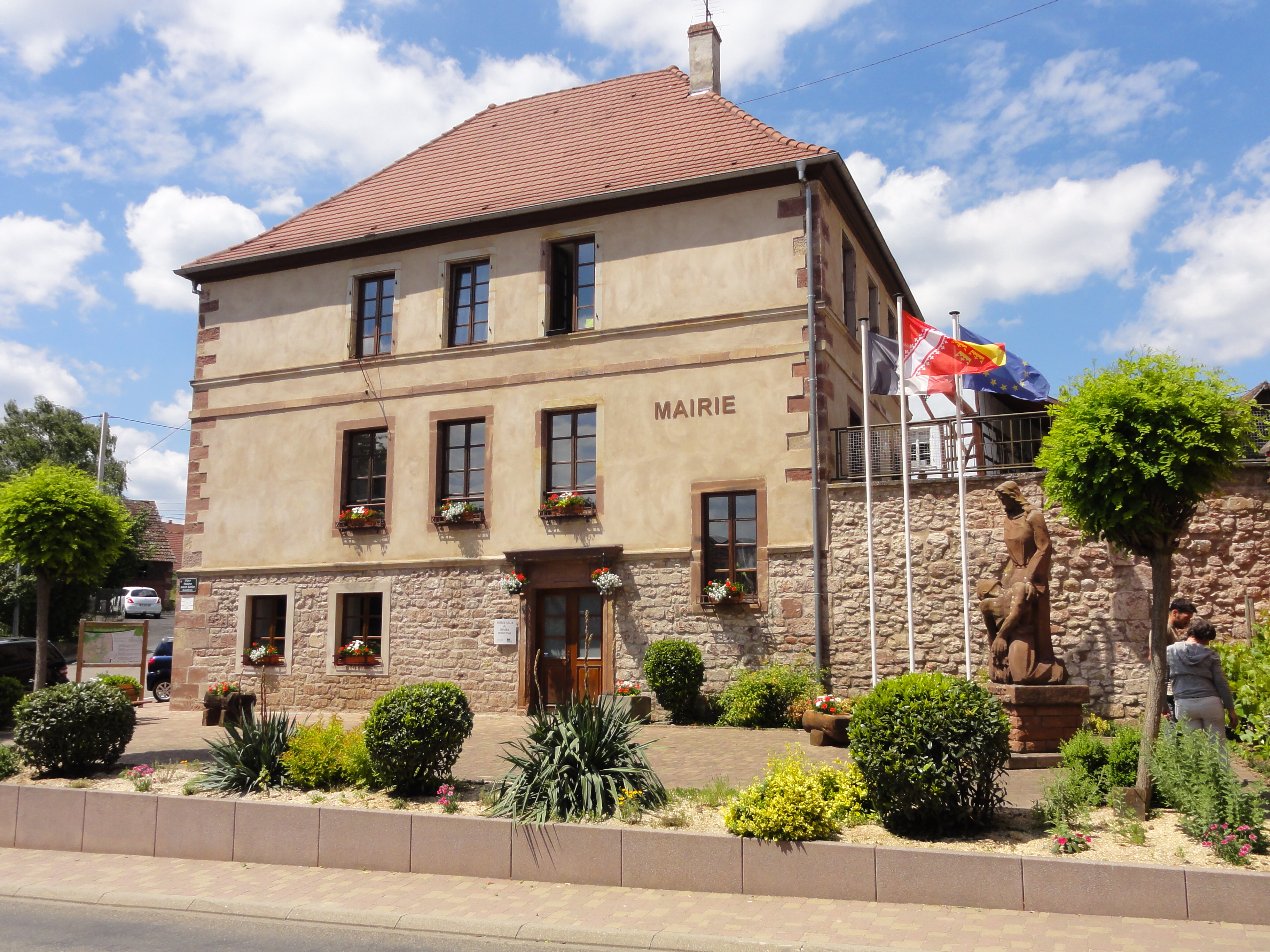
Здание школы (1834), мэрия